# Eppenstein (Austria)
Eppenstein è una frazione di 1 224 abitanti del comune austriaco di Weißkirchen in Steiermark, nel distretto di Murtal, in Stiria. Già comune autonomo istituito il 1º gennaio 1965 dalla fusione dei comuni soppressi di Schwarzenbach am Grössing e Schoberegg e di parte di quello di Allersdorf bei Judenburg, il 1º gennaio 2015 è stato aggregato a Weißkirchen in Steiermark assieme agli altri comuni soppressi di Maria Buch-Feistritz e Reisstraße.